# Friedrich Wilhelm von Jagow

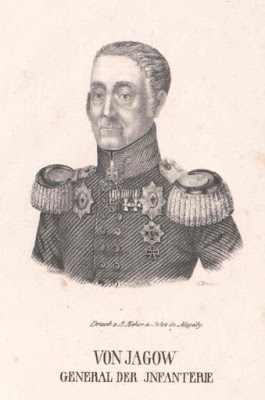
Friedrich Wilhelm von Jagow

Friedrich Wilhelm Christian Ludwig von Jagow (* 8. September 1771 in Wolfshagen; † 2. Dezember 1857 in Berlin) war ein preußischer General der Infanterie und Domherr zu Brandenburg.

## Leben

### Familie
Friedrich Wilhelm Christian Ludwig von Jagow entstammte der alten brandenburgischen Adelsfamilie von Jagow. Seine Eltern waren Friedrich Adolf Achaz Burchard von Jagow (* 24. Januar 1735; † 18. Mai 1809) und dessen Ehefrau Elisabeth Gans Edle zu Putlitz (* 3. Mai 1746; † 19. Juni 1829). Sein älterer Bruder Ludwig Friedrich Günther Andreas (1770–1825) wurde preußischer Generalmajor, sein jüngerer Bruder Christoph Friedrich (* 8. Juni 1780; † 14. Oktober 1839) war preußischer Hauptmann a. D.

### Militärischer Werdegang
Er trat 1785 in die preußische Armee ein und wurde im September 1805 Generaladjutant des Generals Alexander Wilhelm von Arnim. Während des Vierten Koalitionskrieges 1806 nahm er als Hauptmann an der Schlacht bei Auerstedt (14. Oktober 1806) teil, geriet allerdings bei Prenzlau in französische Kriegsgefangenschaft. Nach seiner Entlassung im Juni 1807 zum Major befördert, wurde Jagow Kommandeur eines Bataillons im Garderegiment zu Fuß und im Dezember 1809 Kommandeur des Garde-Jäger-Bataillons sowie Inspektor der Ostpreußischen Jäger- und Schlesischen Schützenbataillone.
Am 10. März 1813 wurde er Kommandeur der 10. Infanterie-Brigade im II. Armee-Korps und nahm mit seinem Großverband am 2. Mai 1813 an der Schlacht bei Großgörschen teil. Dabei wurde er verwundet. In der folgenden Schlacht bei Bautzen kämpfte er mit Auszeichnung und erhielt das Eiserne Kreuz II. Klasse. Am 4. Juni 1813 wurde Jagow zum Oberstleutnant befördert und zum Brigadechef ernannt. Während des Herbstfeldzuges 1813 nahm er an den Schlachten bei Dresden (26. und 27. August 1813) und Kulm (29. und 30. August 1813) teil. Bereits am 5. September 1813 erfolgte seine Beförderung zum Oberst. In der Völkerschlacht bei Leipzig (16. bis 19. Oktober 1813) kämpfte er erneut mit Auszeichnung und erhielt das Eiserne Kreuz I. Klasse. Im Dezember 1813 wurde Jagow zum Generalmajor ernannt.
Im Feldzug gegen Frankreich 1814 war Jagow in den Gefechten bei Reims (13. März 1814), Avesnes, Compiègne und Nenteil beteiligt sowie der Schlacht bei Paris (30. März 1814). Er erhielt den kaiserlich russischen Georgen-Orden IV. Klasse sowie, nach der Schlacht von Paris, den Roten Adlerorden III. Klasse. Im März 1815 führte er interimistisch als Brigadechef die preußischen Truppen im Herzogtum Berg. Im Mai 1815 war Jagow Kommandeur der 3. Brigade im I. preußischen Armeekorps. Mit dieser Brigade kämpfte er im Sommerfeldzug von 1815 in den Schlachten bei Ligny (16. Juni 1815) und Waterloo (18. Juni 1815) und erhielt den Orden Pour le Mérite mit Eichenlaub und den Roten Adlerorden II. Klasse.
1818 wurde Jagow zum Generalleutnant befördert, Kommandeur der 8. Division und 1821 kommandierender General des IV. Armee-Korps. 1825 erhielt er den Roten Adlerorden I. Klasse. 1832 zum General der Infanterie befördert, wurde Jagow im gleichen Jahr zum Chef des 26. Infanterie-Regiments ernannt. Am 14. September 1833 wurde er zum Ritter des Schwarzen Adlerordens, der höchsten Auszeichnung des preußischen Staates, geschlagen. 1836 feierte der hochdekorierte Offizier sein 50-jähriges Dienstjubiläum. Am 12. März 1836 wurde ihm mit einer jährlichen Pension von 6250 Talern der erbetene Abschied gewährt. Am 10. April 1847 wurde er mit der Kette zum Schwarzen-Adlerorden ausgezeichnet.
Friedrich Wilhelm von Jagow starb am 2. Dezember 1857, im Alter von 86 Jahren, in Berlin. Er war seit 1825 Ehrenbürger von Erfurt und seit 1835 von Magdeburg.

### Ehe und Nachkommen
Er heiratete am 31. Oktober 1834 Elisabeth Charlotte Sophie von Jagow-Aulosen (* 23. Januar 1799; † 22. November 1869). Das Paar hatte einen Sohn:
- Matthias Wilhelm Ludwig Friedrich Karl (* 2. Mai 1838; † 1919) ⚭ 1876 Gräfin Albertine Henriette Kordula Luise Auguste von Behr-Negendank (* 17. August 1856; † 26. November 1888),[3] Tochter des Politikers Ulrich von Behr-Negendank